# Combattimento fra giganti: Dragons
Combattimento fra giganti: Dragons è un videogioco sviluppato dalla Ubisoft Quebec e pubblicato dalla Ubisoft nel 2009 per Nintendo DS.

## Trama
Dopo una faticosa guerra tra umani e draghi, Ninnurtu, il Signore di tutti i Draghi, riunì i nobili draghi Enebu con i vili draghi Salmu, e usando i loro poteri combinati diedero vita a un nuovo mondo, Tammabuku, un mondo in cui poterono vivere in pace. Ma presto i draghi Salmu rubarono le gemme ai draghi Enebu, senza che Ninnurtu potesse impedirlo, giacché aveva usato i suoi poteri per creare il proprio mondo. Il giocatore impersona l'ultimo drago Enebu, il quale deve vincere le battaglie per riprendere le gemme che i Salmu hanno rubato.

## Modalità di gioco
Il gioco è controllato tramite touch-screen. Sono presenti 2 fasi: esplorazione e duello. Durante l'esplorazione, il giocatore può esplorare la terra trovando cristalli e draghi nemici. Nel gioco, si potranno anche guadagnare abilità come respiro di fuoco e volo.
Quando il giocatore si avvicina a un drago, il duello inizia. Il giocatore deve muovere il drago trascinandolo in una parte dell'arena attuale nella zona. Trascinandolo contro l'avversario, si potrà attaccare, e le gemme possono scatenare attacchi speciali. Trascinando il proprio drago all'indietro, ci si potrà retrocedere o bloccare gli attacchi, mentre trascinandolo di lato, potrà evitarli. Per farlo volare, bisogna toccare due volte il drago con il pennino.
Si può inoltre raggiungere la "Tana Nascosta", una caverna dove spesso dimorano draghi nemici, ma certe volte nelle tane si troveranno degli strani segreti come auto della polizia, robot, UFO e un Tyrannosaurus RexT-Rex robotico.